# Pycnogonum eltanin
Pycnogonum eltanin is een zeespin uit de familie Pycnogonidae. De soort behoort tot het geslacht Pycnogonum. Pycnogonum eltanin werd in 1969 voor het eerst wetenschappelijk beschreven door Fry & Hedgpeth. 